# Zerwikaptur (herb szlachecki)

Herb

Odmiana herbu

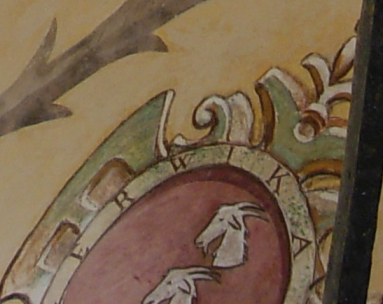
Herb Zerwikaptur w zamku w Baranowie Sandomierskim

Zerwikaptur (Koziegłowy) – polski herb szlachecki.

## Opis herbu
Barwy herbu są podawane różnie przez różne źródła.
- Najstarsze źródło, herbarz arsenalski z pocz. XVI[1]podaje w polu srebrnym trzy szare głowy kozie w słup. W ten sam sposób blazonuje herb Zerwikaptur Longinusa Podbipięty Henryk Sienkiewicz w powieści Ogniem i mieczem.
- Kasper Niesiecki w Herbarzu polskim (wyd.Bobrowicza, 1839-1846) określa pole tarczy jako brudne (sic!) a głowy jako szare.
- Johannes Baptista Rietstap w Armorial général (1884-1887) umieszcza głowy barwy naturalnej w polu czarnym.
- W heraldycznym malarstwie ściennym na zamku w Baranowie Sandomierskim w polu czerwonym zostały umieszczone białe (srebrne) głowy.

Ustalenie właściwych, pierwotnych barw herbu jest bardzo trudne, ze względu na brak średniowiecznych pieczęci z jego wizerunkiem. Z tego samego powodu niejasny jest wygląd klejnotu.
Najczęściej w klejnocie umieszczane jest trzy lub pięć piór strusich.

## Najwcześniejsze wzmianki
Rok powstania: według podania pomiędzy 1106 a 1120. Legenda mówiąca o ścięciu trzech głów jednym cięciem miecza wykorzystana została przez Henryka Sienkiewicza w Ogniem i mieczem (Podbipięta herbu Zerwikaptur). Pieczęci jak i zapisek średniowiecznych brak. Herb znany z Klejnotów Długoszowych, herbarzyka Ambrożego i tzw. herbarza arsenalskiego.
Rody herbu Zerwikaptur zamieszkiwały w ziemi krakowskiej, podlaskiej i na Mazowszu. Źr.: Herby Szlachty Polskiej.

## Herbowni
Bionetowski, Cieszkowski, Ciszkiewicz, Dobrogwił, Drogosław, Kasperowicz, Koziegłowski, Mielniczek, Minołgański, Pasiowski, Podbipięta, Połłupięta, Tyniewicki, Tytko, Zbigwicz, Zerwikaptur, Zgleczewski.